# Sidney Elliott
Sidney D. Elliott (sinh năm 1910) là một cầu thủ bóng đá người Anh thi đấu ở vị trí outside right.

## Sự nghiệp
Sinh ra ở Sunderland, Elliott thi đấu cho Notts County, Bradford City và Rochdale.
Đối với Bradford City ông có 15 lần ra sân ở Football League, ghi 7 bàn thắng.